# Rassemblement des démocrates européens
Ne doit pas être confondu avec Rassemblement des démocrates.
Le groupe du Rassemblement des démocrates européens (groupe RDE) est un des groupes politiques du Parlement européen de 1984 à 1995. Formé pour les élections européennes de 1984, 1989, et 1994, il est composé de partis politiques hétérogènes d'inspiration de centre droit, inscrits au Parlement européen. Il se compose principalement de députés du Rassemblement pour la République français et du Fianna Fáil irlandais.

## Historique
Après les élections de 1984, le Groupe des démocrates européens de progrès s'est rebaptisé le 24 juillet 1984 en Rassemblement des démocrates européens, puis en Union pour l'Europe après sa fusion avec le groupe Forza Europa (dominé par les députés de Forza Italia) le 6 juillet 1995.

## Présidents
- Christian de La Malène (1984-1994)
- Jean-Claude Pasty (1994-1995)

## Partis présents dans le groupe

### 1984-1989
| Pays     | Parti national                                   | Députés européens |
| -------- | ------------------------------------------------ | ----------------- |
| France   | Rassemblement pour la République                 | 15                |
| France   | Centre national des indépendants et paysans      | 2                 |
| France   | Centre des démocrates sociaux                    | 1                 |
| France   | Parti radical                                    | 1                 |
| France   | Union pour la démocratie française               | 1                 |
| Irlande  | Fianna Fáil                                      | 8                 |
| Écosse   | Parti national écossais                          | 1                 |
| Portugal | Parti rénovateur démocratique (À partir de 1986) | 2                 |

### 1989-1994
| Pays    | Parti national                              | Députés européens |
| ------- | ------------------------------------------- | ----------------- |
| France  | Rassemblement pour la République            | 12                |
| France  | Centre national des indépendants et paysans | 1                 |
| Grèce   | Renouveau démocratique (en)                 | 1                 |
| Irlande | Fianna Fáil                                 | 6                 |

### 1994-1995
| Pays     | Parti national                   | Députés européens |
| -------- | -------------------------------- | ----------------- |
| France   | Rassemblement pour la République | 14                |
| Grèce    | Printemps Politique              | 2                 |
| Irlande  | Fianna Fáil                      | 7                 |
| Portugal | CDS – Parti populaire            | 3                 |